# Турзовка
Турзовка (слч. Turzovka, мађ. Turzófalva, пољ. Turzówka) град је у Словачкој, који се налази у оквиру Жилинског краја, где је у саставу округа Чадца.

## Географија
Турзовка је смештена у крајње северозападном делу државе, близу државне границе са Чешком - 10 км северозападно од града. Главни град државе, Братислава, налази се 210 km јужно од града.
Рељеф: Турзовка се налази у области Кисуце и представља средиште његовог горњег дела. Насеље се развило у долини реке Кисуце. Око града и котлине издижу се планине Бескиди и Јаворники. Надморска висина града је приближно 520 m.
Клима: Клима у Турзовки је оштрија умерено континентална због знатне надморске висине.
Воде: Турзовка се развила у горњем делу тока реке Кисуце.

## Историја
Људска насеља на овом простору везује се још за време праисторије. Насеље под данашњим именом први пут се спомиње у 1598. Вековима насеље није имало већи значај.
Крајем 1918. Турзовка је постала део новоосноване Чехословачке. У време комунизма дошло је до нагле индустријализације, па и до наглог повећања становништва. Коначно, 1968. г. насеље је добило градска права. После осамостаљења Словачке град је постао њено општинско средиште, али је дошло до привредних тешкоћа у време транзиције.

## Становништво
| Година:    | 1994. | 2004.   | 2014.   | 2024.    |
| ---------- | ----- | ------- | ------- | -------- |
| Број људи: | 7611  | 7792    | 7660    | 6853     |
| Разлика:   |       | +2,37 % | -1,69 % | -10,53 % |

| Година:    | 2023. | 2024.   |
| ---------- | ----- | ------- |
| Број људи: | 6936  | 6853    |
| Разлика:   |       | -1,19 % |

Данас Турзовка има нешто преко 7.200 становника и последњих година број становника опада.
Етнички састав: По попису из 2021. састав је следећи:
- Словаци - 92,6%,
- Чеси - 0,6%,
- остали.

Верски састав: По попису из 2021. састав је следећи:
- римокатолици - 82,7%,
- атеисти - 7,9%,
- остали.

## Партнерски градови
- Фридлант на Остравици